# أميراني

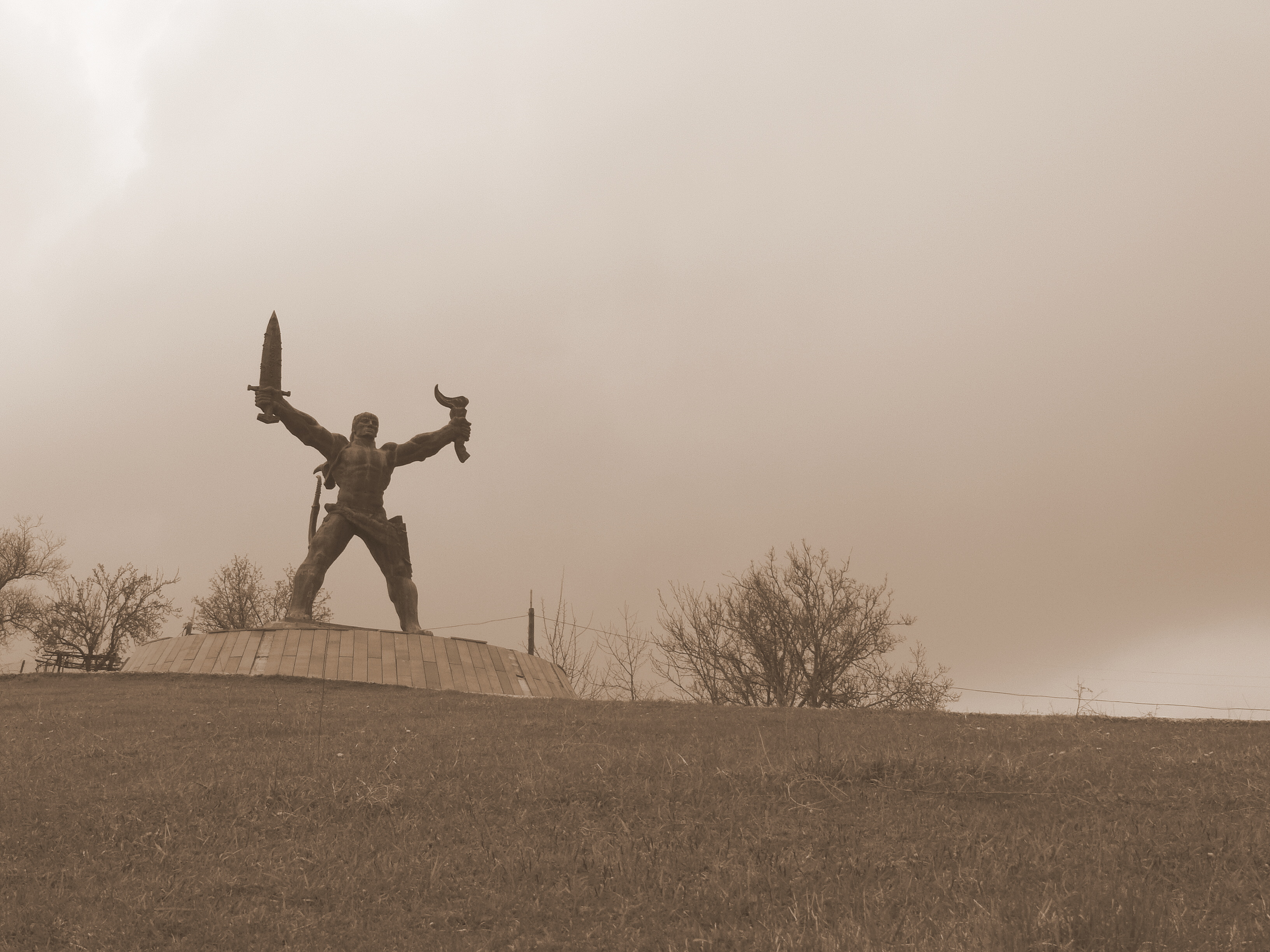
نصب أميراني في جورجيا.

أميراني أو أميران (بالإنجليزية: Amirani or Amiran)، (بالجورجية: ამირანი) هو اسم بطل ثقافي من ملحمة جورجية يشبه بروميثيوس الكلاسيكي. وهو ابن الإلهة دالي وصياد بشري. في الأدب الجورجي والثقافة الجورجية، غالبًا ما يستخدم أميراني كرمز للأمة الجورجية ومحنها وصراعها من أجل البقاء.